# Museu del Disseny de Barcelona
El Museu del Disseny de Barcelona està ubicat a l'edifici Disseny Hub Barcelona a la plaça de les Glòries Catalanes, que també allotja el Foment de les Arts i del Disseny (FAD) i el Barcelona Centre de Disseny (BCD), dues institucions pioneres en la promoció i el desenvolupament del disseny a Catalunya. Depenent de l'Institut de Cultura de Barcelona, va ser inaugurat el desembre del 2014 a partir de la integració de les col·leccions del Museu de les Arts Decoratives, el Museu de Ceràmica, el Museu Tèxtil i d'Indumentària i el Gabinet de les Arts Gràfiques.

## Història

### Orígens (1888)
Barcelona és una ciutat històricament lligada al disseny des de l'Exposició Universal de Barcelona de 1888 i l'aprofitament dels pavellons com a seu dels primers museus d'art de la ciutat a partir del 1891. El 1902 s'inaugurà el Museu d'Art Decoratiu i Arqueològic a l'antic arsenal de la Ciutadella i el 1903 començà a caminar el Foment de les Arts Decoratives. Durant el segle xx, es van anar creant diverses institucions museístiques relacionades amb el món del disseny. A diferència d'altres museus, d'origen reial i sumptuari, una gran part dels fons d'aquests museus iniciats a Barcelona va ser fruit de donacions de col·leccionistes, empreses, i creadors barcelonins. Actualment tots aquests museus estan en procés de fusió per crear el futur Museu del Disseny de Barcelona.

### Museu de les Arts Decoratives (1932)
El Museu de les Arts Decoratives, inaugurat l'any 1932 al Palau Reial de Pedralbes, comptava amb una rica i diversa representació de les arts decoratives europees, des de l'edat mitjana fins a la industrialització. Les seves col·leccions estaven formades per un important fons de disseny industrial i d'objectes de les arts decoratives, entre els quals hi havia bacines, carruatges, mobles, paper pintat, rellotges, tocadors, tapissos i vidres. La col·lecció del Museu d'Arts decoratives es va anar expandint progressivament. El museu va actuar sovint com a palanca, o com a embrió, d'altres museus locals relacionats amb el disseny, que es van anar creant a la ciutat durant el segle xx.
L'any 1995 el Museu de les Arts Decoratives amplià el seu àmbit temporal amb la incorporació del disseny, convertint-se en el primer i únic museu de tot l'estat en conservar i exhibir disseny industrial espanyol. La seva col·lecció de disseny de producte té una representació nacional molt rellevant, tant pel nombre d'objectes com pels autors representats i en creixement constant.

### Gabinet de les Arts Gràfiques (1942)
El Gabinet de les Arts Gràfiques es va inaugurar el 1942 al Poble Espanyol. Era un petit museu dedicat al disseny de la comunicació visual. Les col·leccions del Gabinet aplegaven mostres significatives de tipografia (punxons, matrius de gravat, planxes calcogràfiques) i impresos, que anaven des de l'enquadernació al packaging (embalatge) i les etiquetes o els cartells. posteriorment aquest espai va ser tancat i la col·lecció es va conservar a les reserves del Palau Reial de Pedralbes, esperant la seu definitiva de l'edifici DHUB.

### Museu de Ceràmica (1966)
Fundat el 1966, el Museu de Ceràmica estava ubicat des del 1990 al Palau de Pedralbes. La col·lecció permanent presentava les obres més significatives de ceràmica espanyola que sobresortien per la seva singularitat i valor artístic. Aquest patrimoni ceràmic és fruit de la preservació de les restes arqueològiques i del col·leccionisme de la societat civil. Destaquen les peces medievals del període almohade, les produccions mudèjars d'Aragó, Catalunya i València, la pisa hispano-moresca de Paterna i Manises, les vaixelles i rajoles policromes del Segle d'or, els exemplars d'època Rococó de l'Alcora i les creacions dels artistes contemporanis.

### Museu Tèxtil i d'Indumentària (1982)
El Museu Tèxtil i d'Indumentària es va crear oficialment el 1982, com a resultat de l'amalgamació de tres museus/col·leccions existents prèviament (el Museu Tèxtil de l'Antic Hospital de la Santa Creu, el Museu de les Puntes ubicat al Palau de la Virreina, i el Museu d'Indumentària-Col·lecció Rocamora al Palau del Marquès de Llo).
El nou museu disposava d'un fons amb objectes relacionats amb l'ornamentació del cos humà: vestits, joies, complements i accessoris, i també d'una rica col·lecció tèxtil, des de teixits coptes fins a tèxtils industrials. Destacaven les col·leccions de puntes, brodats, indumentària litúrgica i tapissos. Pel que fa a la col·lecció d'indumentària, el Museu permetia dur a terme un recorregut històric pel teixit, des del segle xvi fins a l'actualitat. Les col·leccions del Museu incloïen teixits coptes, hispanoàrabs, gòtics i renaixentistes, així com brodats, una secció de puntes i els estampats. També cal fer esment de la col·lecció de joieria, integrada per prop de cinc-centes peces elaborades i produïdes a Espanya.
L'any 1993, va inaugurar una nova exposició permanent de la col·lecció històrica de teixits i d'indumentària, i des de l'any 2003 les exposicions que s'hi realitzaren van estar dedicades a propostes relacionades amb la cultura de la moda. Actualment, el seu llegat tèxtil i de fotografia de moda es reparteix entre la Col·lecció d'Arts Tèxtils i Indumentària Històrica, i la Col·lecció de Disseny de Moda, amb les joies passant a formar part de la Col·lecció d'Arts Decoratives.

### Museu del Disseny de Barcelona (2014)
A finals del segle xx, l'Ajuntament de Barcelona es va plantejar la creació d'un sol centre on ubicar totes les col·leccions i fons patrimonials barcelonins relacionats amb el món del disseny, que actués alhora com a museu, centre i laboratori. El projecte centrava la seva activitat en 4 disciplines: Disseny de l'espai, Disseny del producte, Disseny de la informació i Disseny de la moda. L'objectiu era estimular tant la recerca com l'activitat econòmica vinculada al món del disseny, fent servir per això tant els fons patrimonials propis, com una anàlisi contínua del present del món del disseny. Durant uns anys, el projecte museístic i l'edifici van tenir el mateix nom: Disseny Hub Barcelona (DHUB). El 2012, sota la direcció de Pilar Vélez, aquest va canviar de rumb i es van separar el concepte de l'edifici del museu . La nova línia se centrà en el discurs De les arts decoratives al disseny i les arts aplicades contemporànies.
L'edifici Disseny Hub Barcelona, situat a la plaça de les Glòries Catalanes, fou projectat per l'equip MBM arquitectes, format per Josep Martorell, Oriol Bohigas, David Mackay, Oriol Capdevila i Francesc Gual, guanyadors d'un concurs públic organitzat per l'Ajuntament de Barcelona el 2001. El juliol del 2009, els llavors conseller de Cultura Joan Manuel Tresserras i l'alcalde Jordi Hereu van posar-hi la primera pedra, i el museu es va inaugurar oficialment el 14 de desembre del 2014. Comptà amb jornades de portes obertes fins al 31 de gener de 2015, i gaudeix de més de 70.000 objectes decoratius, dissenyats i artístics, fruit de la integració de les quatre col·leccions.

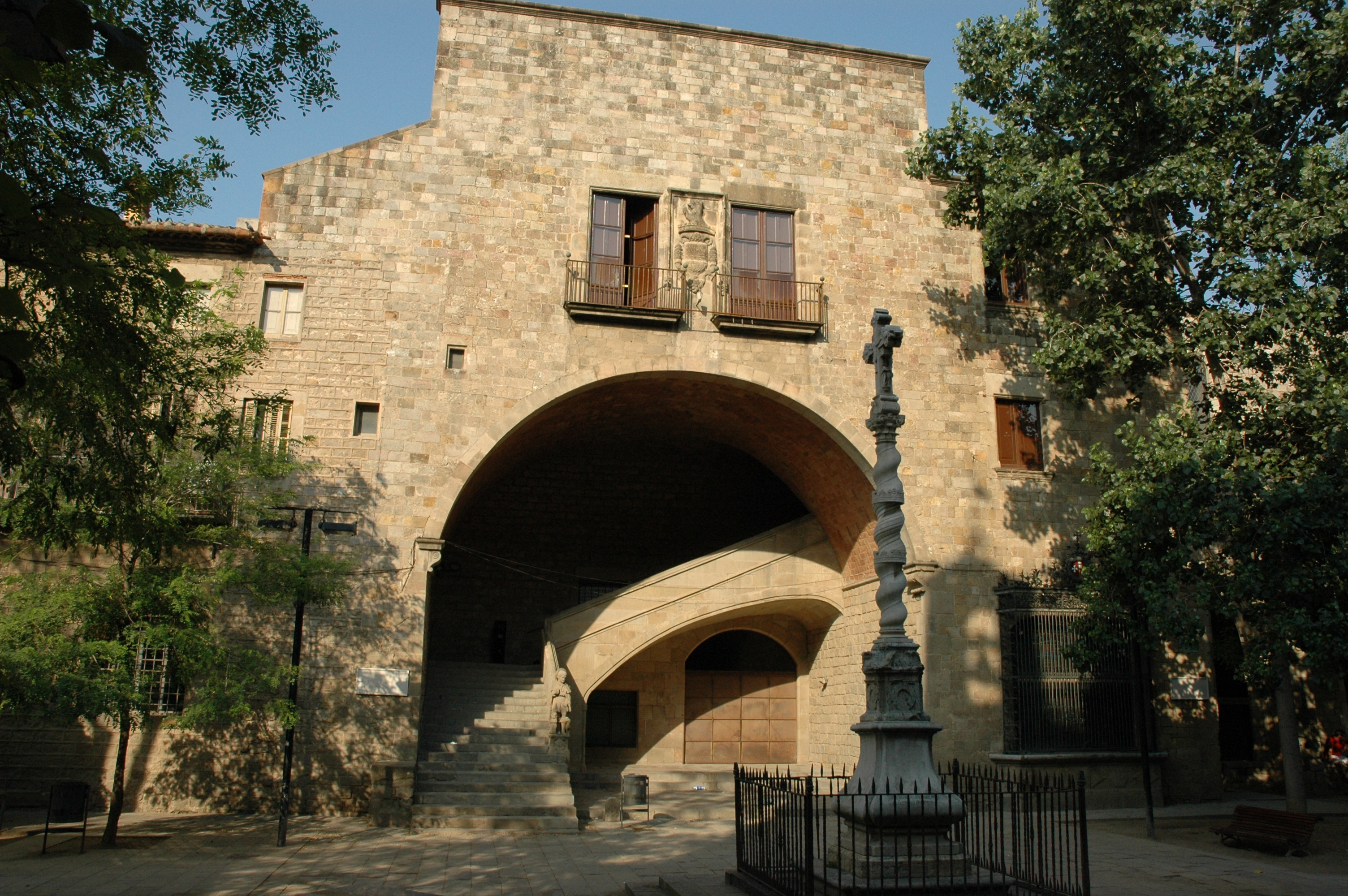
Hospital de la Santa Creu, primera seu del Museu Tèxtil (1961-1982)
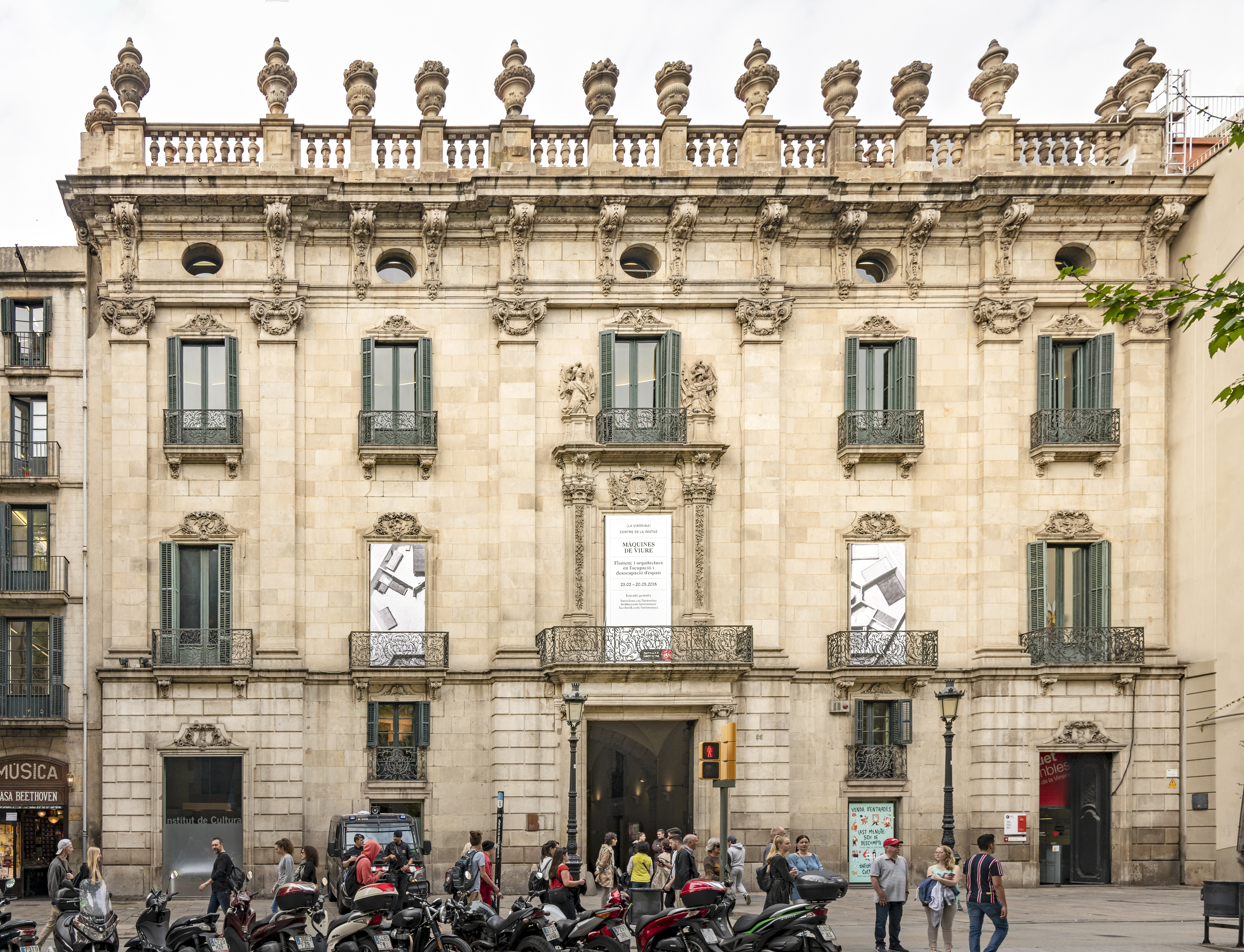
Palau de la Virreina, seu del Museu de les Puntes (1968-1982)
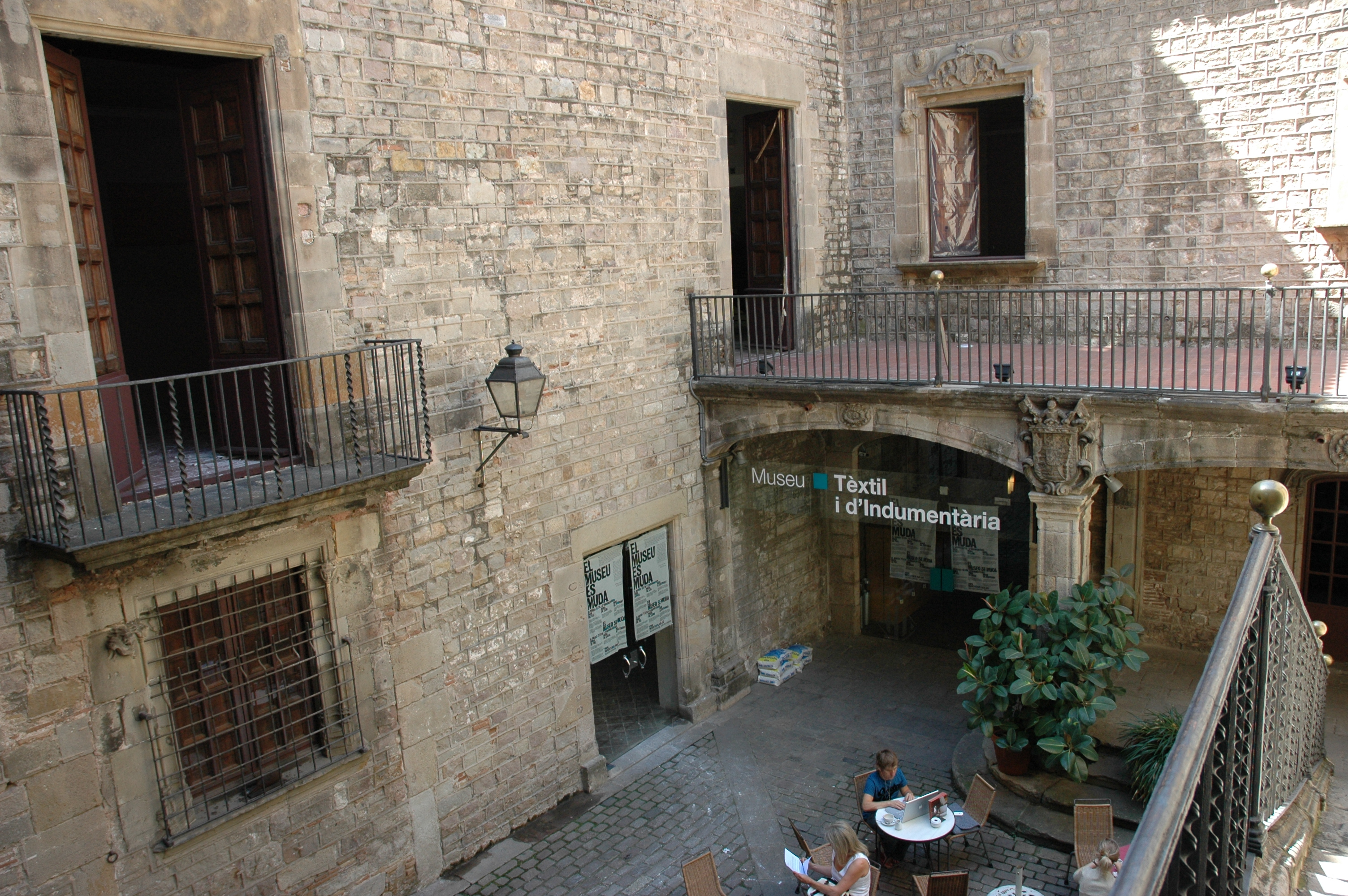
Palau del Marquès de Llo, seu del Museu d'Indumentària-Col·lecció Rocamora (1969-1982) i després de tot el museu (1982-2008)
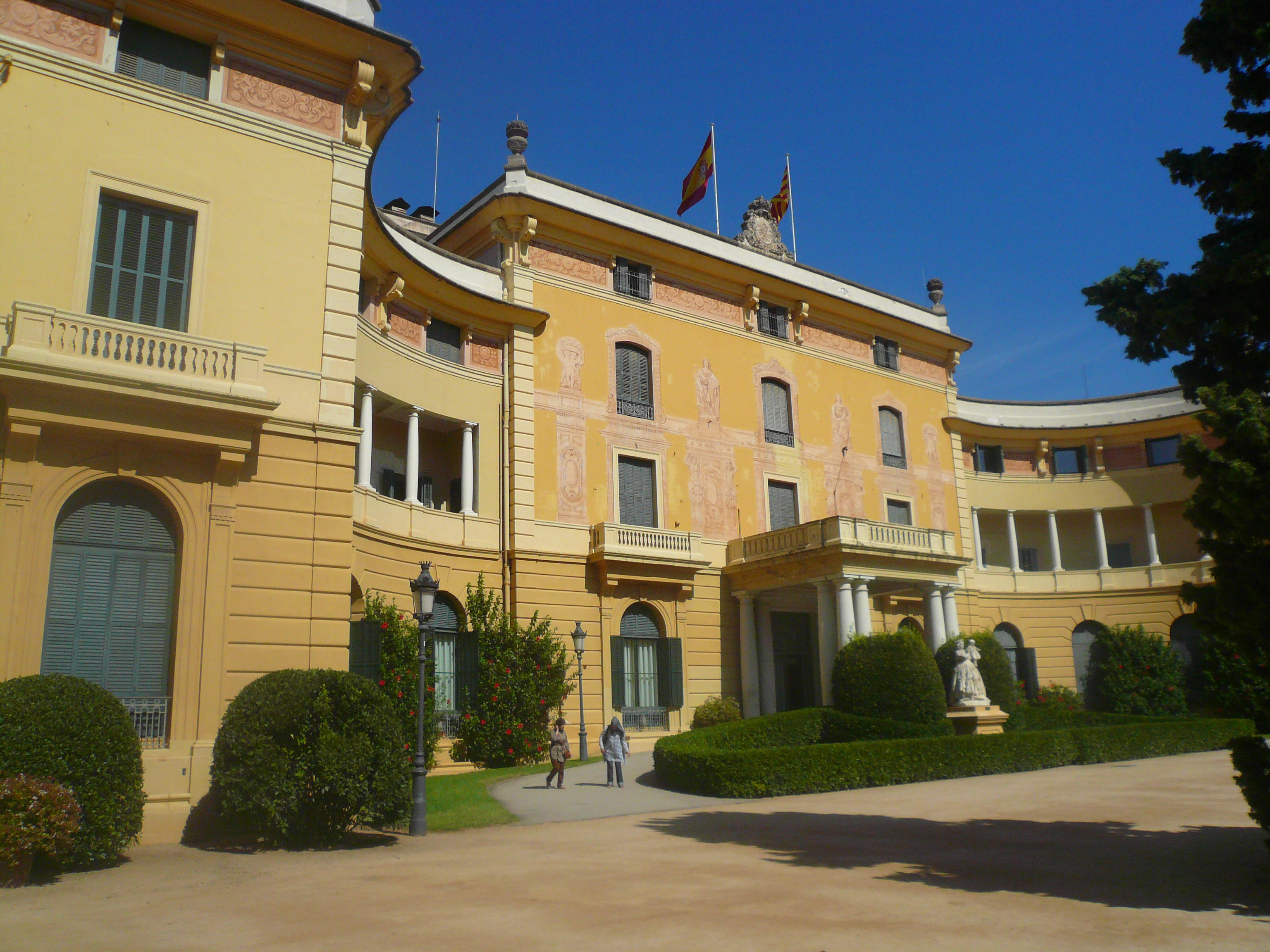
Palau de Pedralbes, ubicació del museu en l'interval (2008-2012)
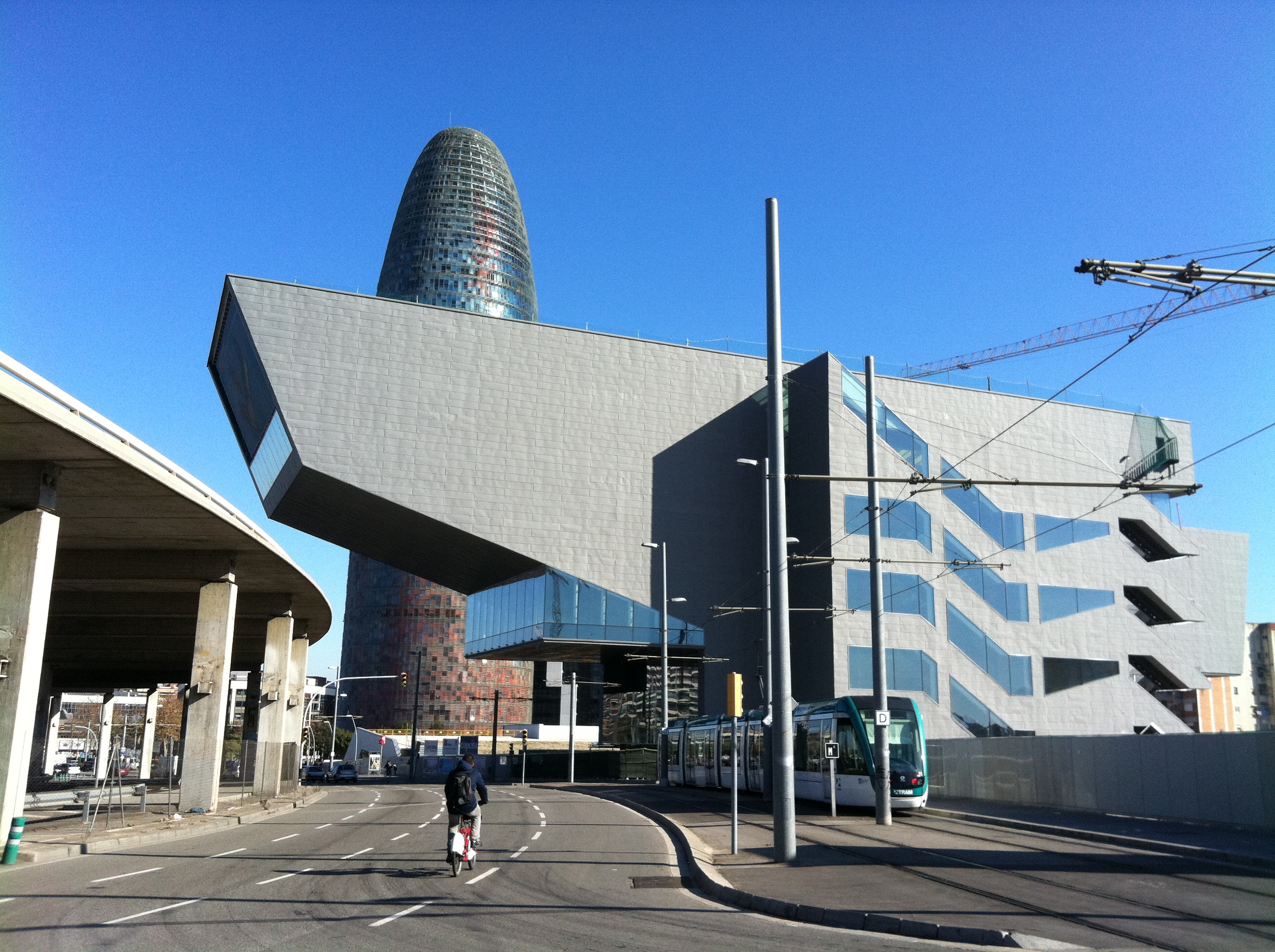
Disseny Hub Barcelona, actual seu

## Habitatge 1/11 de la Casa Bloc

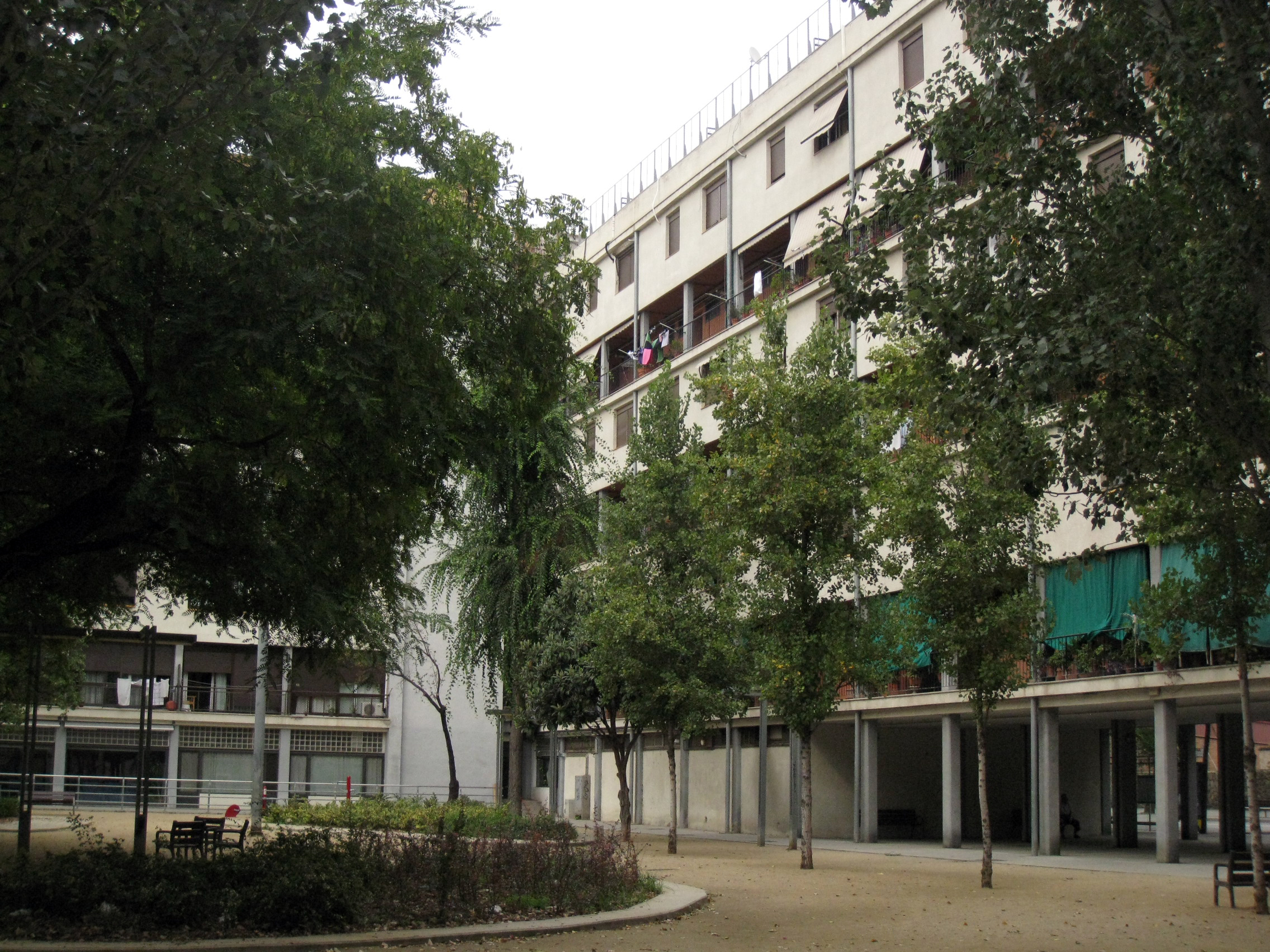
Casa Bloc

L'Habitatge 1/11 de la Casa Bloc (1932-1939) és un pis-museu gestionat pel Museu del Disseny. En el seu interior es pot visitar l'estructura i l'aspecte original dels pisos d'aquest conjunt arquitectònic, un referent de l'arquitectura d'habitatges per a obrers de l'època de la II República Espanyola. És un reconeixement al treball de Josep Lluís Sert, Josep Torres Clavé i Joan Baptista Subirana i la innovació que van suposar els seus plantejaments als anys 30. Es troba obert a tots els públics, amb un règim de visites guiades prèvia reserva, des del mes de març de 2012. És un dúplex que mesura 60 m² i està situat al bloc 2, planta 1, porta 11 de la Casa Bloc. La distribució interna és molt senzilla i diferencia clarament la part de dia de la de nit.
Els arquitectes catalans de la II República, reunits al voltant del Grup d'Arquitectes i Tècnics Catalans per al Progrés de l'Arquitectura Contemporània (GATCPAC), van apostar per un urbanisme que proposava una altra manera de viure: més justa, compromesa amb la convivència i defensora de la identitat col·lectiva. La Casa Bloc havia de ser un primer pas per a dignificar l'habitatge obrer, però el resultat de la Guerra Civil espanyola va estroncar el projecte.

## Centre de Documentació

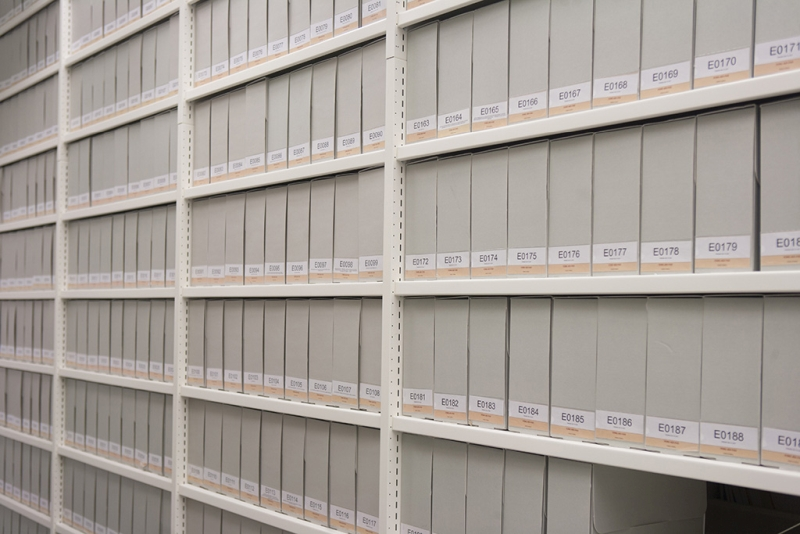
Reserva de documents dins del Centre de Documentació del Museu del Disseny de Barcelona

El Centre de Documentació del Museu del Disseny és un espai de consulta i recerca especialitzat en arts decoratives i disseny (gràfic, industrial, tèxtil, d'espais, de moda i de serveis). Disposa d'una sala de consulta amb més de 60 punts de lectura i es va inaugurar l'abril del 2014 a l'edifici DHUB.

### Fons bibliogràfics
El fons bibliogràfic inicial està format per més de 20.000 documents, publicats entre el segle xvi i l'actualitat. Té el seu origen en les biblioteques del Museu Tèxtil i d'Indumentària, Museu de les Arts Decoratives, Museu de Ceràmica i el Gabinet de les Arts Gràfiques, i al llarg de la seva història, ha estat objecte d'importants donacions de persones i institucions com la biblioteca del Foment de les Arts i el Disseny (FAD), del Barcelona Centre de Disseny (BCD), l'Associació de Directors d'Art i Dissenyadors Gràfics (ADG-FAD), l'Associació de Dissenyadors Industrials (ADI-FAD), etc.
Destaca especialment, per la seva singularitat i excel·lent estat de conservació, el fons bibliogràfic antic del Museu Tèxtil i d'Indumentària, procedent en la seva major part de dues grans donacions: el llegat de Carme Gil i Llopart, Comtessa de Vilardaga, i la donació de Manuel Rocamora i Vidal.
També compta amb més de 100 subscripcions de revistes especialitzades i una destacada hemeroteca històrica.
La major part dels fons bibliogràfics es troben a la sala de consulta i són de lliure accés. Els documents més valuosos, més antics i menys consultats es troben en un dipòsit dins del mateix edifici.

### Fons documentals
Un dels principals objectius del centre és recopilar fons documentals de professionals, institucions i empreses, que puguin aportar documentació original sobre els objectes que formen part de les col·leccions del museu, així com el seu context i els seus processos de creació, difusió, venda i ús.
Alguns dels fons que es conserven són:
- Fons ADI FAD. Recull el fons de l'Associació de Dissenyadors Industrials del Foment de les Arts Decoratives (ADI FAD) entre 1957 i 2007). Inclou documentació relacionada amb la seva administració (actes fundacionals, assemblees, socis, memòries, participació en entitats de caràcter internacional, etc.), gestió de la informació (arxius, sistema informàtic, etc.), relacions externes (actes públics, relacions amb altres entitats públiques i privades, etc.), gestió dels recursos humans, gestió dels recursos financers, gestió del patrimoni (béns mobles i immobles), assumptes jurídics, promoció del disseny industrial (exposicions, conferències, publicacions, etc.) i serveis als associats (llistes distribució, borsa de treball, butlletins, etc.).[27]

- Fons Rigalt, Granell i Cia. Comprèn la documentació procedent d'aquest taller de vitralls, que va estar en funcionament entre 1890 i 1984. L'empresa va treballar amb arquitectes com Lluís Domènech i Montaner, Lluís Muncunill, Josep Puig i Cadafalch o Jeroni Granell, i va fer vitralls per al Palau de la Música Catalana, l'Hospital de la Santa Creu i Sant Pau i Sant Pau o la Casa Lleó Morera, entre molts altres. S'hi troben documents comptables, dibuixos, esbossos, inventaris, catàlegs publicitaris i fotografiess. El nombre de documents més elevat que s'ha conservat és el d'esbossos, al voltant d'uns 500, entre dibuixos de vitralls i vidres a l'àcid. Hi ha dibuixos d'estil premodernista, modernista, noucentista, art déco, etc. fins a les tendències abstractes pròpies dels anys 1980. La donació inclou un total d'unes 3.000 peces entre gravats (de diferents països), làmines de temàtica diversa, fulletons d'empresa, repertoris (entre els quals destaquen Les Vitraux de Paris (c. 1900), Aus der Deutschen Glasmalerei de Berlin (1901) o Religiöse Malerein für Kirchedekoration de Viena (1907), fotografies de l'empresa i, sobretot, carpetes amb dibuixos i esbossos originals.[28]

- Fons Montaner i Simon. Recull dels llibres de comptes procedents de l'activitat de l'editorial Montaner i Simon al període entre 1868 i 1934.[29]